# بوندس‌لیگا ۲۲–۲۰۲۱
بوندس‌لیگا ۲۲–۲۰۲۱، ۵۹امین دوره از رقابت‌های بوندس‌لیگا، برترین سطح از مسابقات فوتبال در کشور آلمان است.
این رقابت‌ها از ۱۳ اوت ۲۰۲۱ آغاز و پایانش برای ۱۴ مه ۲۰۲۲ برنامه‌ریزی شده‌است. جدول زمانی مسابقات در ۲۵ ژوئن ۲۰۲۱ اعلام شد.
بایرن مونیخ همچون نه فصل گذشته، مدافع عنوان قهرمانی است.

## تیم‌ها

### تغییرات تیم‌ها
| رتبه | سقوط از بوندس‌لیگا .۱   |
| ---- | ---------------------- |
| ۱۷.  | باشگاه ورزشی وردر برمن |
| ۱۸.  | باشگاه فوتبال شالکه ۰۴ |

| رتبه | صعود از بوندس‌لیگا .۲     |
| ---- | ------------------------ |
| ۱.   | باشگاه فوتبال بوخوم      |
| ۲.   | باشگاه فوتبال گروته فیرت |

### تعداد تیم‌ها براساس ایالت
| رتبه | ایالت            | تعداد | تیم‌ها                                                              |
| ---- | ---------------- | ----- | ------------------------------------------------------------------ |
| ۱    | نوردراین-وستفالن | ۶     | دورتموند، آرمینیا بیله‌فلد، کلن، بایر لورکوزن، مونشن‌گلادباخ و بوخوم |
| ۲    | بادن-وورتمبرگ    | ۳     | فرایبورگ، اشتوتگارت و هوفنهایم                                     |
| ۲    | بایرن            | ۳     | آگسبورگ، بایرن مونیخ و گروته فورت                                  |
| ۴    | برلین            | ۲     | هرتابرلین و یونیون برلین                                           |
| ۵    | هسن              | ۱     | آینتراخت                                                           |
| ۵    | نیدرزاکسن        | ۱     | وولفسبورگ                                                          |
| ۵    | راینلاند-فالتس   | ۱     | ماینتس                                                             |
| ۵    | زاکسن            | ۱     | لایپزیگ                                                            |

### ورزشگاه و موقعیت تیم‌ها
| تیم   | تیم            | مکان             | مکان         | ورزشگاه         | ظرفیت   | مجموع | میانگین | درصد | عملکرد ۲۱–۲۰۲۰ |
| ----- | -------------- | ---------------- | ------------ | --------------- | ------- | ----- | ------- | ---- | -------------- |
| ۱.    | دورتموند       | نوردراین-وستفالن | دورتموند     | وستفالن         | ۸۱٫۳۶۵  | ---   | ---     | ---  | سوم            |
| ۲.    | لایپزیگ        | زاکسن            | لایپزیگ      | ردبول آرنا      | ۴۲٫۱۴۶  | ---   | ---     | ---  | نایب‌قهرمان     |
| ۳.    | اشتوتگارت      | بادن-وورتمبرگ    | اشتوتگارت    | مرسدس-بنز آرنا  | ۶۰٫۴۴۹  | ---   | ---     | ---  | ۹ام            |
| ۴.    | یونیون         | برلین            | برلین        | آلتن فورستری    | ۲۲٫۰۱۲  | ---   | ---     | ---  | ۷ام            |
| ۵.    | آینتراخت       | هسن              | فرانکفورت    | کومرتسبانک آرنا | ۵۱٫۵۰۰  | ---   | ---     | ---  | ۵ام            |
| ۶.    | هوفنهایم       | بادن-وورتمبرگ    | زینسهایم     | راین نکر آرنا   | ۳۰٫۱۵۰  | ---   | ---     | ---  | ۱۱ام           |
| ۷.    | وولفسبورگ      | نیدرزاکسن        | وولفسبورگ    | فولکسواگن آرنا  | ۳۰٫۰۰۰  | ---   | ---     | ---  | ۴ام            |
| ۸.    | مونشن‌گلادباخ   | نوردراین-وستفالن | مونشن‌گلادباخ | بروسیا پارک     | ۵۴٫۰۲۲  | ---   | ---     | ---  | ۸ام            |
| ۹.    | بوخوم          | نوردراین-وستفالن | بوخوم        | روهراشتادیون    | ۲۷٫۵۹۹  | ---   | ---     | ---  | صعود از دسته ۲ |
| ۱۰.   | هرتابرلین      | برلین            | برلین        | المپیک برلین    | ۷۴٫۴۰۰  | ---   | ---     | ---  | ۱۴ام           |
| ۱۱.   | بایر لورکوزن   | نوردراین-وستفالن | لورکوزن      | بای‌آرنا         | ۳۰٫۲۱۰  | ---   | ---     | ---  | ۶ام            |
| ۱۲.   | آگسبورگ        | بایرن            | آوگسبورگ     | آگسبورگ آرنا    | ۳۰٫۶۶۰  | ---   | ---     | ---  | ۱۳ام           |
| ۱۳.   | آرمینیا بیلفلد | نوردراین-وستفالن | بیله‌فلد      | بیلفلدر         | ۲۶٫۵۱۵  | ---   | ---     | ---  | ۱۵ام           |
| ۱۴.   | ماینتس         | راینلاند فالتس   | ماینتس       | اپل آرنا        | ۳۴٫۰۰۰  | ---   | ---     | ---  | ۱۲ام           |
| ۱۵.   | فرایبورگ       | بادن-وورتمبرگ    | فرایبورگ     | شوارتزوالد      | ۲۴٫۰۰۰  | ---   | ---     | ---  | ۱۰ام           |
| ۱۶.   | کلن            | نوردراین-وستفالن | کلن          | راین انرژی      | ۵۰٫۰۰۰  | ---   | ---     | ---  | ۱۶ام           |
| ۱۷.   | گروته فورت     | بایرن            | فورت         | اسپرت‌پارک رونف  | ۱۶٫۶۲۶  | ---   | ---     | ---  | صعود از دسته ۲ |
| ۱۸.   | بایرن مونیخ    | بایرن            | مونیخ        | آلیانتس آرنا    | ۷۵٫۰۰۰  | ---   | ---     | ---  | قهرمان         |
| مجموع | مجموع          | مجموع            | مجموع        | مجموع           | ۸۶۰٫۴۲۳ | ---   | ---     | ---  |                |

### پرسنل و حامیان مالی لباس
| تیم             | سرمربی               | کاپیتان                   | تولیدکننده | حامی(ان) مالی           | حامی(ان) مالی                |
| تیم             | سرمربی               | کاپیتان                   | تولیدکننده | سینه (جلو)              | آستین                        |
| --------------- | -------------------- | ------------------------- | ---------- | ----------------------- | ---------------------------- |
| آگسبورگ         | مارکوس واینزیرل      | Jeffrey Gouweleeuw        | نایکی      | WWK                     | Siegmund                     |
| هرتابرلین       | فیلیکس ماگات         | ددریک بویاته              | نایکی      | Autohero                | Hyundai                      |
| یونیون برلین    | اورس فیشر            | کریستوفر تریمل            | آدیداس     | Aroundtown              | wefox                        |
| آرمینیا بیله‌فلد | Frank Kramer         | Fabian Klos Manuel Prietl | ماکرون     | Schüco                  | JAB Anstoetz Textilien       |
| بوخوم           | Thomas Reis          | آنتونی لوسیلا             | نایکی      | Vonovia                 | Viactiv Betriebskrankenkasse |
| دورتموند        | مارکو رزه            | مارکو رویس                | پوما       | 1&1 Ionos               | Opel                         |
| آینتراخت        | الیور گلاسنر         | سباستین روده              | نایکی      | Indeed.com              | dpd                          |
| فرایبورگ        | کریستین اشترایش      | کرستین گونتر              | نایکی      | Schwarzwaldmilch        | ROSE Bikes                   |
| گروته فورت      | Stefan Leitl         | Branimir Hrgota           | پوما       | Hofmann Personal        | BVUK                         |
| هوفنهایم        | سباستین هوینس        | Benjamin Hübner           | خوما       | SAP                     | SNP                          |
| کلن             | استفن بائومگارت      | یوناس هکتور               | آل‌اشپورت   | REWE                    | DEVK                         |
| لایپزیگ         | دومنیکو تدسکو        | پیتر گولاچی               | نایکی      | Red Bull                | CG Immobilien                |
| بایر لورکوزن    | جراردو سیوان         | لوکاس هرادتسکی            | جاکو       | Barmenia Versicherungen | Kieser Training              |
| ماینتس          | Bo Svensson          | موسی نیاکت                | کاپا       | Kömmerling              | fb88.com                     |
| مونشن‌گلادباخ    | ادی هوتر             | لارس اشتیندل              | پوما       | flatex                  | Sonepar                      |
| بایرن مونیخ     | یولیان ناگلسمان      | مانوئل نویر               | آدیداس     | Deutsche Telekom        | Qatar Airways                |
| اشتوتگارت       | Pellegrino Matarazzo | واتارو اندو               | جاکو       | Mercedes-Benz Bank      | Mercedes-Benz EQ             |
| وولفسبورگ       | فلورین کوفت          | کوئن کاستلز               | نایکی      | Volkswagen              | Linglong Tire                |

### تغییرات سرمربیان
| تیم                               | مربی خروجی                      | علت                                | تاریخ خروج     | تاریخ خروج     | رتبه در جدول | مربی جایگزین            | تاریخ ورود     | تاریخ ورود     | منبع          |
| تیم                               | مربی خروجی                      | علت                                | تاریخ اعلام    | تاریخ خروج     | رتبه در جدول | مربی جایگزین            | تاریخ اعلام    | تاریخ ورود     | منبع          |
| --------------------------------- | ------------------------------- | ---------------------------------- | -------------- | -------------- | ------------ | ----------------------- | -------------- | -------------- | ------------- |
| باشگاه فوتبال بروسیا دورتموند     | ادین ترزیچ (مربی فوتبال) (موقت) | پایان دوره موقت                    | ۱۳ دسامبر ۲۰۲۰ | ۳۰ ژوئن ۲۰۲۱   | پیش-فصل      | مارکو رزه               | ۱۵ فوریه ۲۰۲۱  | ۱ ژوئیه ۲۰۲۱   | [ ۴ ] [ ۵ ]   |
| باشگاه فوتبال بروسیا مونشن‌گلادباخ | Marco Rose                      | با دورتموند قرارداد امضاء کرد.     | ۱۵ فوریه ۲۰۲۱  | ۳۰ ژوئن ۲۰۲۱   | پیش-فصل      | ادی هوتر                | ۱۳ آوریل ۲۰۲۱  | ۱ ژوئیه ۲۰۲۱   | [ ۵ ] [ ۶ ]   |
| باشگاه فوتبال بایر ۰۴ لورکوزن     | Hannes Wolf (interim)           | پایان دوره موقت                    | ۲۳ مارس ۲۰۲۱   | ۳۰ ژوئن ۲۰۲۱   | پیش-فصل      | جراردو سیوان            | ۱۹ مه ۲۰۲۱     | ۱ ژوئیه ۲۰۲۱   | [ ۷ ] [ ۸ ]   |
| باشگاه فوتبال کلن                 | فریدهلم فونکل                   | پایان دوره موقت                    | ۸ آوریل ۲۰۲۱   | ۳۰ ژوئن ۲۰۲۱   | پیش-فصل      | استفن بائومگارت         | ۱۱ مه ۲۰۲۱     | ۱ ژوئیه ۲۰۲۱   | [ ۹ ]         |
| باشگاه فوتبال آینتراخت فرانکفورت  | Adi Hütter                      | با مونشن‌گلادباخ قرارداد امضاء کرد. | ۱۳ آوریل ۲۰۲۱  | ۳۰ ژوئن ۲۰۲۱   | پیش-فصل      | الیور گلاسنر            | ۲۶ مه ۲۰۲۱     | ۱ ژوئیه ۲۰۲۱   | [ ۱۰ ] [ ۱۱ ] |
| باشگاه فوتبال بایرن مونیخ         | هانسی فلیک                      | استعفاء داد.                       | ۲۷ آوریل ۲۰۲۱  | ۳۰ ژوئن ۲۰۲۱   | پیش-فصل      | یولیان ناگلسمان         | ۲۷ آوریل ۲۰۲۱  | ۱ ژوئیه ۲۰۲۱   | [ ۱۲ ]        |
| باشگاه فوتبال لایپزیگ             | Julian Nagelsmann               | با بایرن مونیخ قرارداد امضاء کرد.  | ۲۷ آوریل ۲۰۲۱  | ۳۰ ژوئن ۲۰۲۱   | پیش-فصل      | جسی مارش                | ۲۹ آوریل ۲۰۲۱  | ۱ ژوئیه ۲۰۲۱   | [ ۱۲ ] [ ۱۳ ] |
| باشگاه فوتبال وولفسبورگ           | Oliver Glasner                  | با آینتراخت قرارداد امضاء کرد.     | ۲۶ مه ۲۰۲۱     | ۳۰ ژوئن ۲۰۲۱   | پیش-فصل      | مارک فن بومل            | ۲ ژوئن ۲۰۲۱    | ۱ ژوئیه ۲۰۲۱   | [ ۱۱ ] [ ۱۴ ] |
| باشگاه فوتبال وولفسبورگ           | Mark van Bommel                 | اخراج شد.                          | ۲۴ اکتبر ۲۰۲۱  | ۲۴ اکتبر ۲۰۲۱  | 8th          | فلورین کوفت             | ۲۶ اکتبر ۲۰۲۱  | ۲۶ اکتبر ۲۰۲۱  | [ ۱۵ ] [ ۱۶ ] |
| باشگاه فوتبال هرتابرلین           | پال دردای                       | اخراج شد.                          | ۲۹ نوامبر ۲۰۲۱ | ۲۹ نوامبر ۲۰۲۱ | ۱۴ام         | تایفون کورکوت           | ۲۹ نوامبر ۲۰۲۱ | ۲۹ نوامبر ۲۰۲۱ | [ ۱۷ ]        |
| RB Leipzig                        | Jesse Marsch                    | اخراج شد.                          | ۵ دسامبر ۲۰۲۱  | ۵ دسامبر ۲۰۲۱  | ۱۱ام         | آخیم بایرلتزر (interim) | ۵ دسامبر ۲۰۲۱  | ۵ دسامبر ۲۰۲۱  | [ ۱۸ ]        |
| RB Leipzig                        | Achim Beierlorzer (موقت)        | پایان دوره موقت                    | ۹ دسامبر ۲۰۲۱  | ۹ دسامبر ۲۰۲۱  | ۱۱ام         | دومنیکو تدسکو           | ۹ دسامبر ۲۰۲۱  | ۹ دسامبر ۲۰۲۱  | [ ۱۹ ]        |
| Hertha BSC                        | Tayfun Korkut                   | اخراج شد.                          | ۱۳ مارس ۲۰۲۲   | ۱۳ مارس ۲۰۲۲   | ۱۷ام         | فیلیکس ماگات            | ۱۳ مارس ۲۰۲۲   | ۱۳ مارس ۲۰۲۲   | [ ۲۰ ] [ ۲۱ ] |

## جدول لیگ و نتایج

### جدول لیگ
| رتبه      | تیم             | امتیاز | بازی | پ. | ت. | ش. | گ.ز. | گ.خ. | ت‌.گ. | توضیحات |
| --------- | --------------- | ------ | ---- | -- | -- | -- | ---- | ---- | ---- | --- |
| ۱.        | بایرن مونیخ     | ۷۷     | ۳۴   | ۲۵ | ۵  | ۵  | ۹۷   | ۳۷   | ۶۰+  | قوانین جدول رده‌بندی: ۱: امتیاز ۲: تفاضل گل ۳: گل‌های زده ۴: امتیاز در بازی‌های رو در رو ۵: گل‌های زده خارج از خانه در بازی‌های رو در رو ۶: گل‌های زده در بازی‌های خارج از خانه ۷: بازی پلی‌آفصعود و سقوط کسب سهمیه حضور در مرحلهگروهی لیگ قهرمانان اروپا ۲۳–۲۰۲۲ کسب سهمیه حضور در مرحلهگروهی لیگ اروپا ۲۳–۲۰۲۲ کسب سهمیه حضور در مرحلهپلی‌آف لیگ کنفرانس اروپا ۲۳–۲۰۲۲ شرکت در بازی پلی‌آف سقوط به بوندس‌لیگا .۲ ۲۳–۲۰۲۲ |
| ۲.        | دورتموند        | ۶۹     | ۳۴   | ۲۲ | ۳  | ۹  | ۸۵   | ۵۲   | ۳۳+  | قوانین جدول رده‌بندی: ۱: امتیاز ۲: تفاضل گل ۳: گل‌های زده ۴: امتیاز در بازی‌های رو در رو ۵: گل‌های زده خارج از خانه در بازی‌های رو در رو ۶: گل‌های زده در بازی‌های خارج از خانه ۷: بازی پلی‌آفصعود و سقوط کسب سهمیه حضور در مرحلهگروهی لیگ قهرمانان اروپا ۲۳–۲۰۲۲ کسب سهمیه حضور در مرحلهگروهی لیگ اروپا ۲۳–۲۰۲۲ کسب سهمیه حضور در مرحلهپلی‌آف لیگ کنفرانس اروپا ۲۳–۲۰۲۲ شرکت در بازی پلی‌آف سقوط به بوندس‌لیگا .۲ ۲۳–۲۰۲۲ |
| ۳.        | بایر لورکوزن    | ۶۴     | ۳۴   | ۱۹ | ۷  | ۸  | ۸۰   | ۴۷   | ۳۳+  | قوانین جدول رده‌بندی: ۱: امتیاز ۲: تفاضل گل ۳: گل‌های زده ۴: امتیاز در بازی‌های رو در رو ۵: گل‌های زده خارج از خانه در بازی‌های رو در رو ۶: گل‌های زده در بازی‌های خارج از خانه ۷: بازی پلی‌آفصعود و سقوط کسب سهمیه حضور در مرحلهگروهی لیگ قهرمانان اروپا ۲۳–۲۰۲۲ کسب سهمیه حضور در مرحلهگروهی لیگ اروپا ۲۳–۲۰۲۲ کسب سهمیه حضور در مرحلهپلی‌آف لیگ کنفرانس اروپا ۲۳–۲۰۲۲ شرکت در بازی پلی‌آف سقوط به بوندس‌لیگا .۲ ۲۳–۲۰۲۲ |
| ۴.        | لایپزیگ         | ۵۸     | ۳۴   | ۱۷ | ۷  | ۱۰ | ۷۲   | ۳۷   | ۳۵+  | قوانین جدول رده‌بندی: ۱: امتیاز ۲: تفاضل گل ۳: گل‌های زده ۴: امتیاز در بازی‌های رو در رو ۵: گل‌های زده خارج از خانه در بازی‌های رو در رو ۶: گل‌های زده در بازی‌های خارج از خانه ۷: بازی پلی‌آفصعود و سقوط کسب سهمیه حضور در مرحلهگروهی لیگ قهرمانان اروپا ۲۳–۲۰۲۲ کسب سهمیه حضور در مرحلهگروهی لیگ اروپا ۲۳–۲۰۲۲ کسب سهمیه حضور در مرحلهپلی‌آف لیگ کنفرانس اروپا ۲۳–۲۰۲۲ شرکت در بازی پلی‌آف سقوط به بوندس‌لیگا .۲ ۲۳–۲۰۲۲ |
| ۵.        | یونیون برلین    | ۵۷     | ۳۴   | ۱۶ | ۹  | ۹  | ۵۰   | ۴۴   | ۶+   | قوانین جدول رده‌بندی: ۱: امتیاز ۲: تفاضل گل ۳: گل‌های زده ۴: امتیاز در بازی‌های رو در رو ۵: گل‌های زده خارج از خانه در بازی‌های رو در رو ۶: گل‌های زده در بازی‌های خارج از خانه ۷: بازی پلی‌آفصعود و سقوط کسب سهمیه حضور در مرحلهگروهی لیگ قهرمانان اروپا ۲۳–۲۰۲۲ کسب سهمیه حضور در مرحلهگروهی لیگ اروپا ۲۳–۲۰۲۲ کسب سهمیه حضور در مرحلهپلی‌آف لیگ کنفرانس اروپا ۲۳–۲۰۲۲ شرکت در بازی پلی‌آف سقوط به بوندس‌لیگا .۲ ۲۳–۲۰۲۲ |
| ۶.        | فرایبورگ        | ۵۵     | ۳۴   | ۱۵ | ۱۰ | ۹  | ۵۸   | ۴۶   | ۱۲+  | قوانین جدول رده‌بندی: ۱: امتیاز ۲: تفاضل گل ۳: گل‌های زده ۴: امتیاز در بازی‌های رو در رو ۵: گل‌های زده خارج از خانه در بازی‌های رو در رو ۶: گل‌های زده در بازی‌های خارج از خانه ۷: بازی پلی‌آفصعود و سقوط کسب سهمیه حضور در مرحلهگروهی لیگ قهرمانان اروپا ۲۳–۲۰۲۲ کسب سهمیه حضور در مرحلهگروهی لیگ اروپا ۲۳–۲۰۲۲ کسب سهمیه حضور در مرحلهپلی‌آف لیگ کنفرانس اروپا ۲۳–۲۰۲۲ شرکت در بازی پلی‌آف سقوط به بوندس‌لیگا .۲ ۲۳–۲۰۲۲ |
| ۷.        | کلن             | ۵۲     | ۳۴   | ۱۴ | ۱۰ | ۱۰ | ۵۲   | ۴۹   | ۳+   | قوانین جدول رده‌بندی: ۱: امتیاز ۲: تفاضل گل ۳: گل‌های زده ۴: امتیاز در بازی‌های رو در رو ۵: گل‌های زده خارج از خانه در بازی‌های رو در رو ۶: گل‌های زده در بازی‌های خارج از خانه ۷: بازی پلی‌آفصعود و سقوط کسب سهمیه حضور در مرحلهگروهی لیگ قهرمانان اروپا ۲۳–۲۰۲۲ کسب سهمیه حضور در مرحلهگروهی لیگ اروپا ۲۳–۲۰۲۲ کسب سهمیه حضور در مرحلهپلی‌آف لیگ کنفرانس اروپا ۲۳–۲۰۲۲ شرکت در بازی پلی‌آف سقوط به بوندس‌لیگا .۲ ۲۳–۲۰۲۲ |
| ۸.        | ماینتس          | ۴۶     | ۳۴   | ۱۳ | ۷  | ۱۴ | ۵۰   | ۴۵   | ۵+   | قوانین جدول رده‌بندی: ۱: امتیاز ۲: تفاضل گل ۳: گل‌های زده ۴: امتیاز در بازی‌های رو در رو ۵: گل‌های زده خارج از خانه در بازی‌های رو در رو ۶: گل‌های زده در بازی‌های خارج از خانه ۷: بازی پلی‌آفصعود و سقوط کسب سهمیه حضور در مرحلهگروهی لیگ قهرمانان اروپا ۲۳–۲۰۲۲ کسب سهمیه حضور در مرحلهگروهی لیگ اروپا ۲۳–۲۰۲۲ کسب سهمیه حضور در مرحلهپلی‌آف لیگ کنفرانس اروپا ۲۳–۲۰۲۲ شرکت در بازی پلی‌آف سقوط به بوندس‌لیگا .۲ ۲۳–۲۰۲۲ |
| ۹.        | هوفنهایم        | ۴۶     | ۳۴   | ۱۳ | ۷  | ۱۴ | ۵۸   | ۶۰   | ۲−   | قوانین جدول رده‌بندی: ۱: امتیاز ۲: تفاضل گل ۳: گل‌های زده ۴: امتیاز در بازی‌های رو در رو ۵: گل‌های زده خارج از خانه در بازی‌های رو در رو ۶: گل‌های زده در بازی‌های خارج از خانه ۷: بازی پلی‌آفصعود و سقوط کسب سهمیه حضور در مرحلهگروهی لیگ قهرمانان اروپا ۲۳–۲۰۲۲ کسب سهمیه حضور در مرحلهگروهی لیگ اروپا ۲۳–۲۰۲۲ کسب سهمیه حضور در مرحلهپلی‌آف لیگ کنفرانس اروپا ۲۳–۲۰۲۲ شرکت در بازی پلی‌آف سقوط به بوندس‌لیگا .۲ ۲۳–۲۰۲۲ |
| ۱۰.       | مونشن‌گلادباخ    | ۴۵     | ۳۴   | ۱۲ | ۹  | ۱۳ | ۵۴   | ۶۱   | ۷−   | قوانین جدول رده‌بندی: ۱: امتیاز ۲: تفاضل گل ۳: گل‌های زده ۴: امتیاز در بازی‌های رو در رو ۵: گل‌های زده خارج از خانه در بازی‌های رو در رو ۶: گل‌های زده در بازی‌های خارج از خانه ۷: بازی پلی‌آفصعود و سقوط کسب سهمیه حضور در مرحلهگروهی لیگ قهرمانان اروپا ۲۳–۲۰۲۲ کسب سهمیه حضور در مرحلهگروهی لیگ اروپا ۲۳–۲۰۲۲ کسب سهمیه حضور در مرحلهپلی‌آف لیگ کنفرانس اروپا ۲۳–۲۰۲۲ شرکت در بازی پلی‌آف سقوط به بوندس‌لیگا .۲ ۲۳–۲۰۲۲ |
| ۱۱.       | آینتراخت        | ۴۲     | ۳۴   | ۱۰ | ۱۲ | ۱۲ | ۴۵   | ۴۹   | ۴−   | قوانین جدول رده‌بندی: ۱: امتیاز ۲: تفاضل گل ۳: گل‌های زده ۴: امتیاز در بازی‌های رو در رو ۵: گل‌های زده خارج از خانه در بازی‌های رو در رو ۶: گل‌های زده در بازی‌های خارج از خانه ۷: بازی پلی‌آفصعود و سقوط کسب سهمیه حضور در مرحلهگروهی لیگ قهرمانان اروپا ۲۳–۲۰۲۲ کسب سهمیه حضور در مرحلهگروهی لیگ اروپا ۲۳–۲۰۲۲ کسب سهمیه حضور در مرحلهپلی‌آف لیگ کنفرانس اروپا ۲۳–۲۰۲۲ شرکت در بازی پلی‌آف سقوط به بوندس‌لیگا .۲ ۲۳–۲۰۲۲ |
| ۱۲.       | وولفسبورگ       | ۴۲     | ۳۴   | ۱۲ | ۶  | ۱۶ | ۴۳   | ۵۴   | ۱۱−  | قوانین جدول رده‌بندی: ۱: امتیاز ۲: تفاضل گل ۳: گل‌های زده ۴: امتیاز در بازی‌های رو در رو ۵: گل‌های زده خارج از خانه در بازی‌های رو در رو ۶: گل‌های زده در بازی‌های خارج از خانه ۷: بازی پلی‌آفصعود و سقوط کسب سهمیه حضور در مرحلهگروهی لیگ قهرمانان اروپا ۲۳–۲۰۲۲ کسب سهمیه حضور در مرحلهگروهی لیگ اروپا ۲۳–۲۰۲۲ کسب سهمیه حضور در مرحلهپلی‌آف لیگ کنفرانس اروپا ۲۳–۲۰۲۲ شرکت در بازی پلی‌آف سقوط به بوندس‌لیگا .۲ ۲۳–۲۰۲۲ |
| ۱۳.       | بوخوم           | ۴۲     | ۳۴   | ۱۲ | ۶  | ۱۶ | ۳۸   | ۵۲   | ۱۴−  | قوانین جدول رده‌بندی: ۱: امتیاز ۲: تفاضل گل ۳: گل‌های زده ۴: امتیاز در بازی‌های رو در رو ۵: گل‌های زده خارج از خانه در بازی‌های رو در رو ۶: گل‌های زده در بازی‌های خارج از خانه ۷: بازی پلی‌آفصعود و سقوط کسب سهمیه حضور در مرحلهگروهی لیگ قهرمانان اروپا ۲۳–۲۰۲۲ کسب سهمیه حضور در مرحلهگروهی لیگ اروپا ۲۳–۲۰۲۲ کسب سهمیه حضور در مرحلهپلی‌آف لیگ کنفرانس اروپا ۲۳–۲۰۲۲ شرکت در بازی پلی‌آف سقوط به بوندس‌لیگا .۲ ۲۳–۲۰۲۲ |
| ۱۴.       | آگسبورگ         | ۳۸     | ۳۴   | ۱۰ | ۸  | ۱۶ | ۳۹   | ۵۶   | ۱۷−  | قوانین جدول رده‌بندی: ۱: امتیاز ۲: تفاضل گل ۳: گل‌های زده ۴: امتیاز در بازی‌های رو در رو ۵: گل‌های زده خارج از خانه در بازی‌های رو در رو ۶: گل‌های زده در بازی‌های خارج از خانه ۷: بازی پلی‌آفصعود و سقوط کسب سهمیه حضور در مرحلهگروهی لیگ قهرمانان اروپا ۲۳–۲۰۲۲ کسب سهمیه حضور در مرحلهگروهی لیگ اروپا ۲۳–۲۰۲۲ کسب سهمیه حضور در مرحلهپلی‌آف لیگ کنفرانس اروپا ۲۳–۲۰۲۲ شرکت در بازی پلی‌آف سقوط به بوندس‌لیگا .۲ ۲۳–۲۰۲۲ |
| ۱۵.       | اشتوتگارت       | ۳۳     | ۳۴   | ۷  | ۱۲ | ۱۵ | ۴۱   | ۵۹   | ۱۸−  | قوانین جدول رده‌بندی: ۱: امتیاز ۲: تفاضل گل ۳: گل‌های زده ۴: امتیاز در بازی‌های رو در رو ۵: گل‌های زده خارج از خانه در بازی‌های رو در رو ۶: گل‌های زده در بازی‌های خارج از خانه ۷: بازی پلی‌آفصعود و سقوط کسب سهمیه حضور در مرحلهگروهی لیگ قهرمانان اروپا ۲۳–۲۰۲۲ کسب سهمیه حضور در مرحلهگروهی لیگ اروپا ۲۳–۲۰۲۲ کسب سهمیه حضور در مرحلهپلی‌آف لیگ کنفرانس اروپا ۲۳–۲۰۲۲ شرکت در بازی پلی‌آف سقوط به بوندس‌لیگا .۲ ۲۳–۲۰۲۲ |
| ۱۶.       | هرتا برلین      | ۳۳     | ۳۴   | ۹  | ۶  | ۱۹ | ۳۷   | ۷۱   | ۳۴−  | قوانین جدول رده‌بندی: ۱: امتیاز ۲: تفاضل گل ۳: گل‌های زده ۴: امتیاز در بازی‌های رو در رو ۵: گل‌های زده خارج از خانه در بازی‌های رو در رو ۶: گل‌های زده در بازی‌های خارج از خانه ۷: بازی پلی‌آفصعود و سقوط کسب سهمیه حضور در مرحلهگروهی لیگ قهرمانان اروپا ۲۳–۲۰۲۲ کسب سهمیه حضور در مرحلهگروهی لیگ اروپا ۲۳–۲۰۲۲ کسب سهمیه حضور در مرحلهپلی‌آف لیگ کنفرانس اروپا ۲۳–۲۰۲۲ شرکت در بازی پلی‌آف سقوط به بوندس‌لیگا .۲ ۲۳–۲۰۲۲ |
| ۱۷.       | آرمینیا بیله‌فلد | ۲۸     | ۳۴   | ۵  | ۱۳ | ۱۶ | ۲۷   | ۵۳   | ۲۶−  | قوانین جدول رده‌بندی: ۱: امتیاز ۲: تفاضل گل ۳: گل‌های زده ۴: امتیاز در بازی‌های رو در رو ۵: گل‌های زده خارج از خانه در بازی‌های رو در رو ۶: گل‌های زده در بازی‌های خارج از خانه ۷: بازی پلی‌آفصعود و سقوط کسب سهمیه حضور در مرحلهگروهی لیگ قهرمانان اروپا ۲۳–۲۰۲۲ کسب سهمیه حضور در مرحلهگروهی لیگ اروپا ۲۳–۲۰۲۲ کسب سهمیه حضور در مرحلهپلی‌آف لیگ کنفرانس اروپا ۲۳–۲۰۲۲ شرکت در بازی پلی‌آف سقوط به بوندس‌لیگا .۲ ۲۳–۲۰۲۲ |
| ۱۸.       | گروتر فورث      | ۱۸     | ۳۴   | ۳  | ۹  | ۲۲ | ۲۸   | ۸۲   | ۵۴−  | قوانین جدول رده‌بندی: ۱: امتیاز ۲: تفاضل گل ۳: گل‌های زده ۴: امتیاز در بازی‌های رو در رو ۵: گل‌های زده خارج از خانه در بازی‌های رو در رو ۶: گل‌های زده در بازی‌های خارج از خانه ۷: بازی پلی‌آفصعود و سقوط کسب سهمیه حضور در مرحلهگروهی لیگ قهرمانان اروپا ۲۳–۲۰۲۲ کسب سهمیه حضور در مرحلهگروهی لیگ اروپا ۲۳–۲۰۲۲ کسب سهمیه حضور در مرحلهپلی‌آف لیگ کنفرانس اروپا ۲۳–۲۰۲۲ شرکت در بازی پلی‌آف سقوط به بوندس‌لیگا .۲ ۲۳–۲۰۲۲ |
| منبع: DFB |                 |        |      |    |    |    |      |      |      | |

1. ↑  با توجه به شیوع کووید ۱۹ در آلمان، اداره بهداشت هر منطقه اجازه حضور تعداد مشخصی از هواداران را در ورزشگاه‌ها صادر می‌کند.
2. 1 2  از آنجا که قهرمان جام حذفی؛ لایپزیگ، با توجه به جایگاهش در لیگ، سهمیه حضور در مرحله گروهی لیگ قهرمانان اروپا را کسب کرد، سهمیه لیگ اروپا که به قهرمان جام حذفی اهدا می‌شد به تیم ششم لیگ رسید و سهمیه حضور در مرحله پلی-آف لیگ کنفرانس اروپا به تیم هفتم اهدا شد.
3. ↑  آینتراخت با کسب قهرمانی در لیگ اروپا ۲۲–۲۰۲۱ سهمیه حضور در مرحله گروهی لیگ قهرمانان اروپا را به دست آورد.

### جایگاه هفتگی
| هفته←تیم↓       | ۱  | ۲  | ۳  | ۴  | ۵  | ۶  | ۷  | ۸  | ۹  | ۱۰ | ۱۱ | ۱۲ | ۱۳ | ۱۴ | ۱۵ | ۱۶ | ۱۷ | ۱۸ | ۱۹ | ۲۰ | ۲۱ | ۲۲ | ۲۳ | ۲۴ | ۲۵ | ۲۶ | ۲۷ | ۲۸ | ۲۹ | ۳۰ | ۳۱ | ۳۲ | ۳۳ | ۳۴ |
| هفته←تیم↓       |    |    |    |    |    |    |    |    |    |    |    |    |    |    |    |    |    |    |    |    |    |    |    |    |    |    |    |    |    |    |    |    |    |    |
| --------------- | -- | -- | -- | -- | -- | -- | -- | -- | -- | -- | -- | -- | -- | -- | -- | -- | -- | -- | -- | -- | -- | -- | -- | -- | -- | -- | -- | -- | -- | -- | -- | -- | -- | -- |
| بایرن مونیخ     | 8  | 4  | 3  | 2  | 1  | 1  | 1  | 1  | 1  | 1  | 1  | 1  | 1  | 1  | 1  | 1  | 1  | 1  | 1  | 1  | 1  | 1  | 1  | 1  | 1  | 1  | 1  | 1  | 1  | 1  | 1  | 1  | 1  | ۱  |
| دورتموند        | 3  | 7  | 5  | 3  | 3  | 4  | 3  | 2  | 2  | 2  | 2  | 2  | 2  | 2  | 2  | 2  | 2  | 2  | 2  | 2  | 2  | 2  | 2  | 2  | 2  | 2  | 2  | 2  | 2  | 2  | 2  | 2  | 2  | ۲  |
| بایر لورکوزن    | 7  | 3  | 2  | 6  | 4  | 2  | 2  | 3  | 4  | 4  | 6  | 4  | 3  | 3  | 3  | 3  | 4  | 5  | 3  | 3  | 3  | 3  | 3  | 3  | 3  | 3  | 3  | 3  | 3  | 4  | 3  | 3  | 3  | ۳  |
| لایپزیگ         | 14 | 6  | 10 | 12 | 12 | 10 | 8  | 8  | 6  | 8  | 5  | 7  | 8  | 11 | 7  | 9  | 10 | 9  | 7  | 6  | 7  | 4  | 4  | 4  | 5  | 4  | 4  | 4  | 4  | 3  | 4  | 5  | 4  | ۴  |
| یونیون برلین    | 10 | 12 | 8  | 8  | 8  | 8  | 7  | 5  | 5  | 6  | 8  | 5  | 6  | 6  | 6  | 8  | 7  | 7  | 5  | 4  | 4  | 7  | 9  | 7  | 7  | 8  | 9  | 7  | 7  | 6  | 6  | 7  | 6  | ۵  |
| فرایبورگ        | 12 | 5  | 4  | 5  | 6  | 5  | 4  | 4  | 3  | 3  | 3  | 3  | 4  | 4  | 5  | 5  | 3  | 4  | 6  | 5  | 5  | 6  | 6  | 5  | 6  | 5  | 5  | 5  | 5  | 5  | 5  | 4  | 5  | ۶  |
| کلن             | 4  | 8  | 6  | 7  | 7  | 7  | 6  | 7  | 8  | 11 | 11 | 12 | 10 | 9  | 12 | 10 | 8  | 6  | 9  | 8  | 6  | 8  | 7  | 8  | 8  | 7  | 7  | 8  | 8  | 7  | 7  | ۶  | ۷  | ۷  |
| ماینتس          | 5  | 11 | 7  | 4  | 5  | 6  | 9  | 11 | 7  | 5  | 7  | 8  | 9  | 7  | 8  | ۶  | ۹  | ۱۰ | ۱۰ | ۱۰ | ۱۰ | ۹  | ۸  | ۹  | ۹  | ۱۰ | ۱۰ | ۱۰ | ۱۰ | ۹  | ۱۰ | ۹  | ۹  | ۸  |
| هوفنهایم        | 2  | 2  | 9  | 9  | 10 | 9  | 11 | 9  | 11 | 9  | 10 | 10 | 5  | 5  | 4  | 4  | 5  | 3  | 4  | 7  | 8  | 5  | 5  | 6  | 4  | 6  | 6  | 6  | ۶  | ۸  | ۸  | ۸  | ۸  | ۹  |
| مونشن‌گلادباخ    | 9  | 16 | 15 | 11 | ۱۶ | ۱۱ | ۱۰ | ۱۰ | ۱۲ | ۱۰ | ۹  | ۹  | ۱۱ | ۱۳ | ۱۳ | ۱۳ | ۱۴ | ۱۲ | ۱۲ | ۱۲ | ۱۳ | ۱۳ | ۱۳ | ۱۳ | ۱۳ | ۱۳ | ۱۱ | ۱۲ | ۱۱ | ۱۱ | ۱۱ | ۱۰ | ۱۰ | ۱۰ |
| آینتراخت        | 16 | 14 | 14 | 15 | 15 | 14 | 13 | 14 | 15 | 15 | 14 | 11 | 12 | 12 | 9  | 7  | ۶  | ۸  | ۸  | ۹  | ۹  | ۱۰ | ۱۰ | ۱۰ | ۱۰ | ۹  | ۸  | ۹  | ۹  | ۱۰ | ۹  | ۱۱ | ۱۲ | ۱۱ |
| وولفسبورگ       | 6  | 1  | 1  | 1  | 2  | 3  | 5  | 6  | 9  | 7  | 4  | ۶  | ۷  | ۸  | ۱۱ | ۱۱ | ۱۳ | ۱۴ | ۱۴ | ۱۵ | ۱۲ | ۱۲ | ۱۲ | ۱۲ | ۱۲ | ۱۲ | ۱۳ | ۱۳ | ۱۳ | ۱۳ | ۱۲ | ۱۳ | ۱۳ | ۱۲ |
| بوخوم           | 13 | 9  | 11 | 13 | 17 | 17 | ۱۷ | ۱۵ | ۱۴ | ۱۴ | ۱۲ | ۱۳ | ۱۳ | ۱۰ | ۱۰ | ۱۲ | ۱۲ | ۱۱ | ۱۱ | ۱۱ | ۱۱ | ۱۱ | ۱۱ | ۱۱ | ۱۱ | ۱۱ | ۱۲ | ۱۱ | ۱۲ | ۱۲ | ۱۳ | ۱۲ | ۱۱ | ۱۳ |
| آگسبورگ         | 18 | 17 | 17 | 17 | 11 | 15 | 15 | 16 | 16 | 16 | 16 | 15 | 16 | 16 | 16 | 16 | 15 | 16 | 15 | 16 | 16 | 16 | ۱۶ | ۱۵ | ۱۴ | ۱۴ | ۱۵ | ۱۴ | ۱۴ | ۱۴ | ۱۴ | ۱۴ | ۱۴ | ۱۴ |
| اشتوتگارت       | 1  | 10 | 13 | 10 | 14 | 13 | 12 | 12 | 13 | 13 | 15 | 16 | 15 | 15 | 15 | 15 | 16 | 15 | 17 | 17 | 17 | 17 | 17 | 17 | 17 | 16 | 14 | 15 | 15 | 16 | 16 | 16 | ۱۶ | ۱۵ |
| هرتا            | 15 | 18 | 18 | 16 | 9  | 12 | 14 | 13 | 10 | 12 | 13 | 14 | 14 | 14 | 14 | 14 | 11 | 13 | 13 | 13 | 14 | 14 | 15 | 16 | 16 | 17 | 16 | 17 | 17 | 15 | 15 | 15 | 15 | ۱۶ |
| آرمینیا بیله‌فلد | 11 | 13 | 12 | 14 | 13 | 16 | 16 | 17 | 17 | 17 | 17 | 17 | 17 | 17 | 17 | 17 | 17 | 17 | 16 | 14 | 15 | 15 | 14 | 14 | 15 | 15 | 17 | 16 | 16 | 17 | 17 | 17 | 17 | ۱۷ |
| گروتر فورث      | 17 | 15 | 16 | 18 | 18 | 18 | 18 | 18 | 18 | 18 | 18 | 18 | 18 | 18 | 18 | 18 | 18 | 18 | 18 | 18 | 18 | 18 | 18 | 18 | 18 | 18 | 18 | 18 | 18 | 18 | 18 | 18 | 18 | ۱۸ |

## بازی‌های پلی-آف سقوط
بازی‌های پلی-آف سقوط در تاریخ ۱۹ و ۲۳ مه ۲۰۲۲ برگزار شدند.

### نگاه کلی
| تیم ۱                   | نتیجه نهایی | تیم ۲                 | بازی رفت | بازی برگشت |
| ----------------------- | ----------- | --------------------- | -------- | ---------- |
| باشگاه فوتبال هرتابرلین | ۲–۱         | باشگاه فوتبال هامبورگ | ۰–۱      | ۲–۰        |

### بازی‌ها
همه زمان‌ها ساعت تابستانی اروپای مرکزی (UTC+2)
| هرتابرلین | ۰–۱   | هامبورگ |
| --------- | ----- | ------- |
|           | گزارش | ریس ۵۷' |

| هامبورگ | ۰–۲   | هرتابرلین                   |
| ------- | ----- | --------------------------- |
|         | گزارش | - بویاته ۴' - پلاتنهارد ۶۳' |

در مجموع دو بازی رفت و برگشت، هرتا برلین با نتیجه ۲–۱ پیروز شد، و از این جهت، هر دو باشگاه در لیگ‌های خود باقی ماندند.

## آمار فصل
| رتبه | بازیکن           | باشگاه                | گل‌ها |
| ---- | ---------------- | --------------------- | ---- |
| ۱    | روبرت لواندوفسکی | بایرن مونیخ           | ۳۵   |
| ۲    | پاتریک شیک       | بایر لورکوزن          | ۲۴   |
| ۳    | ارلینگ هالند     | دورتموند              | ۲۲   |
| ۴    | آنتونی مودست     | کلن                   | ۲۰   |
| ۴    | کریستوفر ان‌کونکو | لایپزیگ               | ۲۰   |
| ۶    | تایوو اونیای     | یونیون برلین          | ۱۵   |
| ۷    | سرژ گنابری       | بایرن مونیخ           | ۱۴   |
| ۸    | موسی دیابی       | بایر لورکوزن          | ۱۳   |
| ۹    | یوناس هوفمان     | بروسیا مونشن‌گلادباخ   | ۱۲   |
| ۹    | مکس کروزه        | یونیون برلینوولفسبورگ | ۱۲   |

| رتبه | بازیکن           | باشگاه             | پاس‌ها |
| ---- | ---------------- | ------------------ | ----- |
| ۱    | توماس مولر       | بایرن مونیخ        | ۱۸    |
| ۲    | کریستوفر ان‌کونکو | لایپزیگ            | ۱۳    |
| ۳    | موسی دیابی       | بایر لورکوزن       | ۱۲    |
| ۳    | مارکو رویس       | دورتموند           | ۱۲    |
| ۵    | یوزوآ کیمیش      | بایرن مونیخ        | ۱۱    |
| ۵    | دیوید رائوم      | هوفنهایم           | ۱۱    |
| ۷    | فلوریان ویرتس    | بایر لورکوزن       | ۱۰    |
| ۸    | کرستین گونتر     | فرایبورگ           | ۹     |
| ۸    | فیلیپ کوستیچ     | آینتراخت فرانکفورت | ۹     |
| ۸    | آندری کراماریچ   | هوفنهایم           | ۹     |

### هت-تریک‌ها
| بازیکن           | باشگاه       | مقابل      | نتیجه   | تاریخ          |
| ---------------- | ------------ | ---------- | ------- | -------------- |
| روبرت لواندوفسکی | بایرن مونیخ  | هرتابرلین  | 5–0 (خ) | ۲۸ اوت ۲۰۲۱    |
| Ihlas Bebou      | هوفنهایم     | گروتر فورث | 6–3 (م) | ۲۷ نوامبر ۲۰۲۱ |
| پاتریک شیک ۴     | بایر لورکوزن | گروتر فورث | 7–1 (خ) | ۴ دسامبر ۲۰۲۱  |
| سرژ گنابری       | بایرن مونیخ  | اشتوتگارت  | 5–0 (م) | ۱۴ دسامبر ۲۰۲۱ |
| روبرت لواندوفسکی | بایرن مونیخ  | کلن        | 4–0 (م) | ۱۵ ژانویه ۲۰۲۲ |
| موسی دیابی       | بایر لورکوزن | آگسبورگ    | 5–1 (خ) | ۲۲ ژانویه ۲۰۲۲ |
| مکس کروزه        | وولفسبورگ    | ماینتس     | 5–0 (خ) | ۲۲ آوریل ۲۰۲۲  |
| ارلینگ هالند     | دورتموند     | بوخوم      | 3–4 (خ) | ۳۰ آوریل ۲۰۲۲  |

| - ۴ بازیکن چهار گل به ثمر رسانده است. |

### کلین-شیت‌ها
| رتبه | بازیکن          | باشگاه                        | کلین شیت |
| ---- | --------------- | ----------------------------- | -------- |
| ۱    | کوئن کاستلز     | باشگاه فوتبال وولفسبورگ       | ۱۰       |
| ۱    | مارک فلکن       | باشگاه فوتبال فرایبورگ        | ۱۰       |
| ۱    | مانوئل نویر     | باشگاه فوتبال بایرن مونیخ     | ۱۰       |
| ۱    | رابین زنتنر     | باشگاه فوتبال ماینتس ۰۵       | ۱۰       |
| ۵    | Rafał Gikiewicz | باشگاه فوتبال آگسبورگ         | ۹        |
| ۵    | پیتر گولاچی     | باشگاه فوتبال لایپزیگ         | ۹        |
| ۷    | لوکاس هرادتسکی  | باشگاه فوتبال بایر ۰۴ لورکوزن | ۸        |
| ۷    | اولیور باومان   | باشگاه فوتبال هوفنهایم        | ۸        |
| ۹    | گریگور کوبل     | باشگاه فوتبال بروسیا دورتموند | ۷        |
| ۹    | مانوئل ریمان    | باشگاه فوتبال بوخوم           | ۷        |

## جوایز

### جوایز ماهانه
| ماه     | بازیکن ماه       | بازیکن ماه   | بازیکن تازه‌کار ماه | بازیکن تازه‌کار ماه | گل ماه        | گل ماه      | منبع                 |
| ماه     | بازیکن           | باشگاه       | بازیکن             | باشگاه             | بازیکن        | باشگاه      | منبع                 |
| ------- | ---------------- | ------------ | ------------------ | ------------------ | ------------- | ----------- | -------------------- |
| اوت     | ارلینگ هالند     | دورتموند     | دومینیک سوبوسلای   | لایپزیگ            | گریت هولتمن   | بوخوم       | [ ۲۶ ] [ ۲۷ ] [ ۲۸ ] |
| سپتامبر | فلوریان ویرتس    | بایر لورکوزن | عمر مرموش          | اشتوتگارت          | ارلینگ هالند  | دورتموند    | [ ۲۶ ] [ ۲۷ ] [ ۲۸ ] |
| اکتبر   | کریستوفر ان‌کونکو | لایپزیگ      | دومینیک سوبوسلای   | لایپزیگ            | جود بلینگام   | دورتموند    | [ ۲۶ ] [ ۲۷ ] [ ۲۸ ] |
| نوامبر  | آلفونسو دیویز    | بایرن مونیخ  | هیروکی ایتو        | اشتوتگارت          | ارلینگ هالند  | دورتموند    | [ ۲۶ ] [ ۲۷ ] [ ۲۸ ] |
| دسامبر  | پاتریک شیک       | بایر لورکوزن | Jesper Lindstrøm   | آینتراخت           | نیکلاس دورش   | آگسبورگ     | [ ۲۶ ] [ ۲۷ ] [ ۲۸ ] |
| ژانویه  | توماس مولر       | بایرن مونیخ  | پاتریک ویمر        | آرمینیا بیله‌فلد    | کورنتا تولیسو | بایرن مونیخ | [ ۲۶ ] [ ۲۷ ] [ ۲۸ ] |
| فوریه   | کریستوفر ان‌کونکو | لایپزیگ      | یوناس ویند         | وولفسبورگ          | یوناس ویند    | وولفسبورگ   | [ ۲۶ ] [ ۲۷ ] [ ۲۸ ] |
| مارس    | کریستوفر ان‌کونکو | لایپزیگ      | عمر مرموش          | اشتوتگارت          | کینگزلی کومان | بایرن مونیخ | [ ۲۶ ] [ ۲۷ ] [ ۲۸ ] |
| آوریل   | کریستوفر ان‌کونکو | لایپزیگ      | دومینیک سوبوسلای   | لایپزیگ            | —             | —           | [ ۲۶ ] [ ۲۷ ] [ ۲۸ ] |

### جوایز سالانه
| جایزه              | برنده            | باشگاه                           | منبع   |
| ------------------ | ---------------- | -------------------------------- | ------ |
| بازیکن فصل         | کریستوفر ان‌کونکو | باشگاه فوتبال لایپزیگ            | [ ۲۹ ] |
| بازیکن تازه‌کار فصل | Jesper Lindstrøm | باشگاه فوتبال آینتراخت فرانکفورت | [ ۲۷ ] |
| گل فصل             | گریت هولتمن      | باشگاه فوتبال بوخوم              | [ ۳۰ ] |

### تیم فصل
| پست       | بازیکن           | باشگاه                           | منبع   |
| --------- | ---------------- | -------------------------------- | ------ |
| دروازه‌بان | مانوئل نویر      | باشگاه فوتبال بایرن مونیخ        | [ ۳۱ ] |
| مدافع     | آلفونسو دیویز    | باشگاه فوتبال بایرن مونیخ        | [ ۳۱ ] |
| مدافع     | ایوان اندیکا     | باشگاه فوتبال آینتراخت فرانکفورت | [ ۳۱ ] |
| مدافع     | نیکو اشلوتربک    | باشگاه فوتبال فرایبورگ           | [ ۳۱ ] |
| مدافع     | دیوید رائوم      | باشگاه فوتبال هوفنهایم           | [ ۳۱ ] |
| هافبک     | جود بلینگام      | باشگاه فوتبال بروسیا دورتموند    | [ ۳۱ ] |
| هافبک     | یوزوآ کیمیش      | بایرن مونیخ                      | [ ۳۱ ] |
| هافبک     | فلوریان ویرتس    | باشگاه فوتبال بایر ۰۴ لورکوزن    | [ ۳۱ ] |
| مهاجم     | ارلینگ هالند     | بروسیا دورتموند                  | [ ۳۱ ] |
| مهاجم     | روبرت لواندوفسکی | بایرن مونیخ                      | [ ۳۱ ] |
| مهاجم     | کریستوفر ان‌کونکو | باشگاه فوتبال لایپزیگ            | [ ۳۱ ] |